# لبيب
لبيب (بالفرنسية: Labib)، هو شخصية وهمية ويعتبر الممثل الرسمي للبيئة في تونس في الفترة ما بين 1992 حتى 13 أبريل 2012، عندما أعلنت وزيرة البيئة، مامية البنا، نهاية استخدامه.

## الأصل

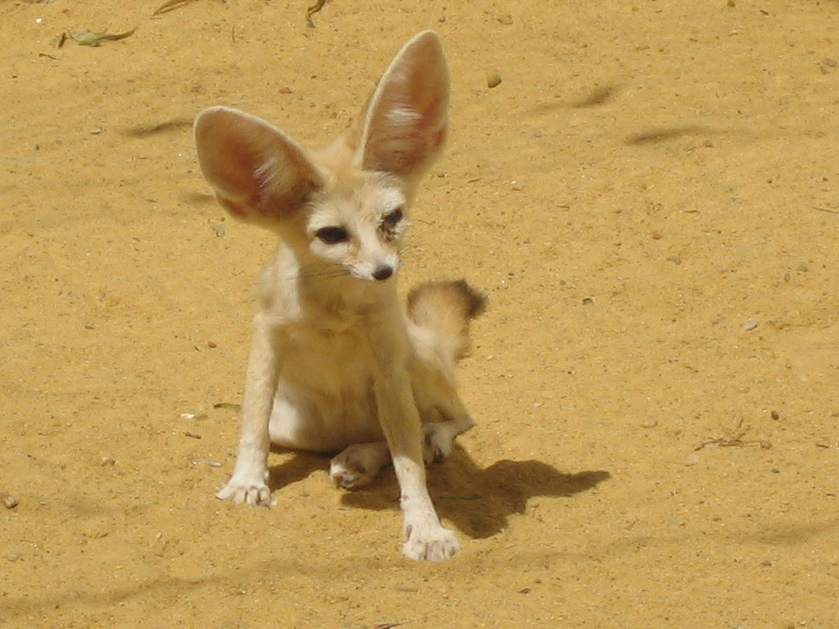
ثعلب الفنك، مصدر إلهام لبيب

أتخذ قرار إنشاء لبيب في عام 1992 من طرف وزير البيئة محمد مهدي مليكة، كجزء من برنامج التعليم والإعلام والتوعية في مجال حماية البيئة. وقد صممت من قبل الشادلي بالخامسة. التميمة هي في شكل ثعلب الفنك ويعرف أيضًا باسم «ثعلب رمال الصحراء»، وهو حيوان يعيش في جنوب تونس.
منذ إنشائها، تنتشر تماثيل لبيب في كل المدن التونسية، وخاصة على طول الجادات المحيطة بالبيئة. كما شارك في العديد من الحملات التوعوية في المدارس والتلفزيون والإذاعات.

## التخلي
بعد ثورة 2011، في ظل حكومة الجبالي، اتخذت وزيرة البيئة، مامية البنا قرارًا بوضع حد للإستخدام الرسمي لهذه التميمة التي، حسب رأيها، مرتبطة إرتباطًا وثيقًا بنظام الرئيس السابق زين العابدين بن علي.
في 8 مايو 2015، أعلن وزير البيئة، نجيب درويش أن تميمة جديدة ستحل محل لبيب.

## ثقافة
لبيب كان موضوع أغنية لفرقة زمكان، أنا إسمي لبيب.